# 灿烂的转身
《燦爛的轉身》（英語：The Magical Women），曾用名：《她们的反击》、《姐姐的反击》、《苏菲安宁》，2023年中國大陸都市情感网络剧。由秦嵐、鄧家佳領銜主演。2021年11月12日於上海開機，隔年1月19日全劇殺青。该剧聚焦于困在两性关系中的女性视角，刻画出了她们坚韧不妥协，肆意做自己的鲜活形象，绝地反击，灿烂转身。该剧於2023年4月1日愛奇藝全网独播。
此剧為愛奇藝 「拾光限定 狂花系列」 主题展映系列剧，亦是“拾光限定 狂花系列”的第四部作品。
LiTV 線上影視全劇上架。

## 剧情介绍
讲述性格迥异的苏菲（秦岚 饰）与安宁（邓家佳 饰），因苏菲家庭破裂而陪伴成长，共同渡过人生难关的故事。在这段惨痛的人生经历中，苏菲与安宁终于看清了闫伟伦（张峻宁 饰）和庞鑫（保剑锋 饰）的真实面目，她们联手反击，从容应战。在接纳彼此的过程中，又携手治愈情感伤痛，最终完成蜕变，破茧成蝶。该剧以真实细腻的叙事手法，展现出当代女性在生活中所要面临的困境与挑战，刻画出了她们坚韧不妥协，肆意做自己的鲜活形象。

## 播出平台
| 頻道             | 所在地   | 播出日期       | 播出時間                                                                  | 备注                      |
| 愛奇藝           | 中国大陆 | 2023年4月1日   | VIP会员每周六至周三20:00更新2集 4月19日起非会员每日20:00限时48小时转免1集 | VIP会员抢先看首4集        |
| iQIYI            | 海外     | 2023年4月1日   | VIP会员每周六至周三20:00更新2集 4月19日起非会员每日20:00限时48小时转免1集 | VIP会员抢先看首4集        |
| myTV SUPER       | 香港     | 2023年5月21日  | 周一至周四，更新1集                                                       | 華語劇                    |
| Astro AEC        | 马来西亚 | 2023年5月26日  | 每周一至周五 19:00 - 20:00，只播一集                                      | “中国剧七点档” 频道306    |
| Astro GO         | 马来西亚 | 2023年5月26日  | 每周一至周五，19:00更新                                                   | 备有中英巫字幕            |
| OnDemand         | 马来西亚 | 2023年5月26日  | 每周一至周五，19:00更新                                                   | 备有中英巫字幕            |
| 九样传媒 IXMedia |          | 2023年6月3日   | 每日09:40                                                                 | 韩语配音 “全海外独家发行” |
| CHANNEL CHINA    |          | 2023年6月3日   | 每日09:40                                                                 | 韩语配音 “全海外独家发行” |
| 佳乐台           | 新加坡   | 2023年8月30日  | 每周一至周四 22:00 - 23:00                                                | 原音版                    |
| LINE TV          | 臺灣     | 2023年9月8日   | 全集上架                                                                  | 原音版                    |
| LiTV 線上影視    | 臺灣     | 2023年10月27日 | 全集上架                                                                  | 原音版                    |

## 演員列表

### 領銜主演
| 演員   | 角色 | 介紹 |
| 秦嵐   | 蘇菲 | 性格：智慧果敢、温柔 配偶：闫伟伦 （2010年结婚—2021年離婚） 小孩：一女,闫悠然 一个非常智慧的女人，既能救自己，又能渡她人，有她在的地方，就会感受到非常温暖的力量。原本幸福和睦的家庭支离破碎，她必须得撑着自己面对眼前世界的崩塌，于绝境之下精准反击。  |
| 鄧家佳 | 安寧 | 性格：沉默寡言、冷酷坚韧 小孩：一男,安康 一个普通平凡的底层女人，独来独往，她的人生一直都在被安排，为了生存而生存，身陷在巨大的欺骗当中而不自知，直到自己慢慢有了觉醒。后来安宁渐渐打开了自己的心房，与朋友相伴，彼此救赎，也慢慢找到了自己活着的意义。 |

### 其他演員
| 演員   | 角色   | 介紹                                                                          |  |
| 張峻寧 | 閆偉倫 | 配偶：苏菲 （2010年结婚—2021年離婚）； 丁漫漫（2022年结婚） 儿女：一女,闫悠然 |  |
| 吳曉亮 | 楊凱   | 紳士部落首席執行官                                                            |  |
| 孫寧   | 蘇洛   | 蘇菲的弟弟                                                                    |  |
| 保劍鋒 | 龐鑫   | 安康的爸爸                                                                    |  |
| 胡可   | 王媛   | 龐鑫的太太                                                                    |  |
| 田依桐 | 丁漫漫 | 配偶：闫伟伦（2022年结婚） 閆偉倫外遇對象、丁總的女兒、美術館老闆             |  |
| 陳芷琰 | 閆悠然 | 蘇菲和閆偉倫的女兒                                                            |  |
| 孫思程 | 安康   | 安寧和龐鑫的兒子                                                              |  |
| 張天陽 | 史尚飛 | 蘇菲的合伙人兼鐵瓷,直來直去仗義靠譜的程序員                                   |  |
| 路宏   | 白花蛇 |                                                                               |  |
| 馮暉   | 丁建宏 | 丁漫漫爸爸                                                                    |  |
| 龍政璇 | 杜紫藤 |                                                                               |  |
| 柴隽哲 | 黑旋風 |                                                                               |  |

## 制作与宣传

### 制作
- 2021年11月12日：在上海举行开机仪式，剧名为《她们的反击》。
- 2022年1月19日：在上海全劇殺青。
- 2022年5月17日：官宣剧集。[3]
- 2022年7月17日：剧名由《她们的反击》改为《灿烂的转身》。[4]

## 韩国播出
2022年11月11日，韩国电视台确认买入播出版权。

## 电视节目的变迁
| 马来西亚 astro AEC 星期一至五 19:00 - 20:00         | 马来西亚 astro AEC 星期一至五 19:00 - 20:00 | 马来西亚 astro AEC 星期一至五 19:00 - 20:00 |
| --------------------------------------------------- | ------------------------------------------- | ------------------------------------------- |
|                                                     | 灿烂的转身 （2023年5月26日－2023年6月22日） |                                             |
| 打开生活的正确方式 （2023年3月31日－2023年5月25日） | 平凡之路 （2023年6月23日－2023年8月11日）   |                                             |

| 新加坡 佳乐台 星期一至四 22:00 - 23:00      | 新加坡 佳乐台 星期一至四 22:00 - 23:00        | 新加坡 佳乐台 星期一至四 22:00 - 23:00 |
| ------------------------------------------- | --------------------------------------------- | -------------------------------------- |
|                                             | 灿烂的转身 （2023年8月30日－2023年10月3日）   |                                        |
| 女士的品格 （2023年6月21日－2023年8月29日） | 温暖的甜蜜的 （2023年10月4日－2023年12月7日） |                                        |